# Келіманські гори
Келіманські гори, Келіман (Munţii Călimani) — гірський масив у Східних Карпатах, на межі Буковини й Трансильванії (Румунія).

## Географія
Довжина близько 70 км, висота до 2102 м (гора Петросул). Складений головним чином вулканічними породами неогену. Межують: на заході — з Трансильванським платом; на півночі — з горами Биргеу; на сході — Бистриця; на півдні з горами — Гургіу.
Глибоко розчленований річками. Так у ландшафті гори Петросул — сліди стародавнього заледеніння.
На схилах гір букові, змішані смерекові ліси. Вище ліси змінюються субальпійськими й альпійськими луками.
Лісорозробки.